# 母子 (三田市)
母子（もうし）は、兵庫県三田市の大字。郵便番号は669-1501。

## 地理
三田市の最北端にあたる小野地区の北側、青野川の上流に位置する。標高450mから500mの高地にあり、ほぼ未開発。東側は永沢寺、西側は上本庄、南側は上青野・乙原、北側は丹波篠山市当野・真南条下・真南条中・真南条上・小枕・小多田・曽地奥・後川奥に接する。

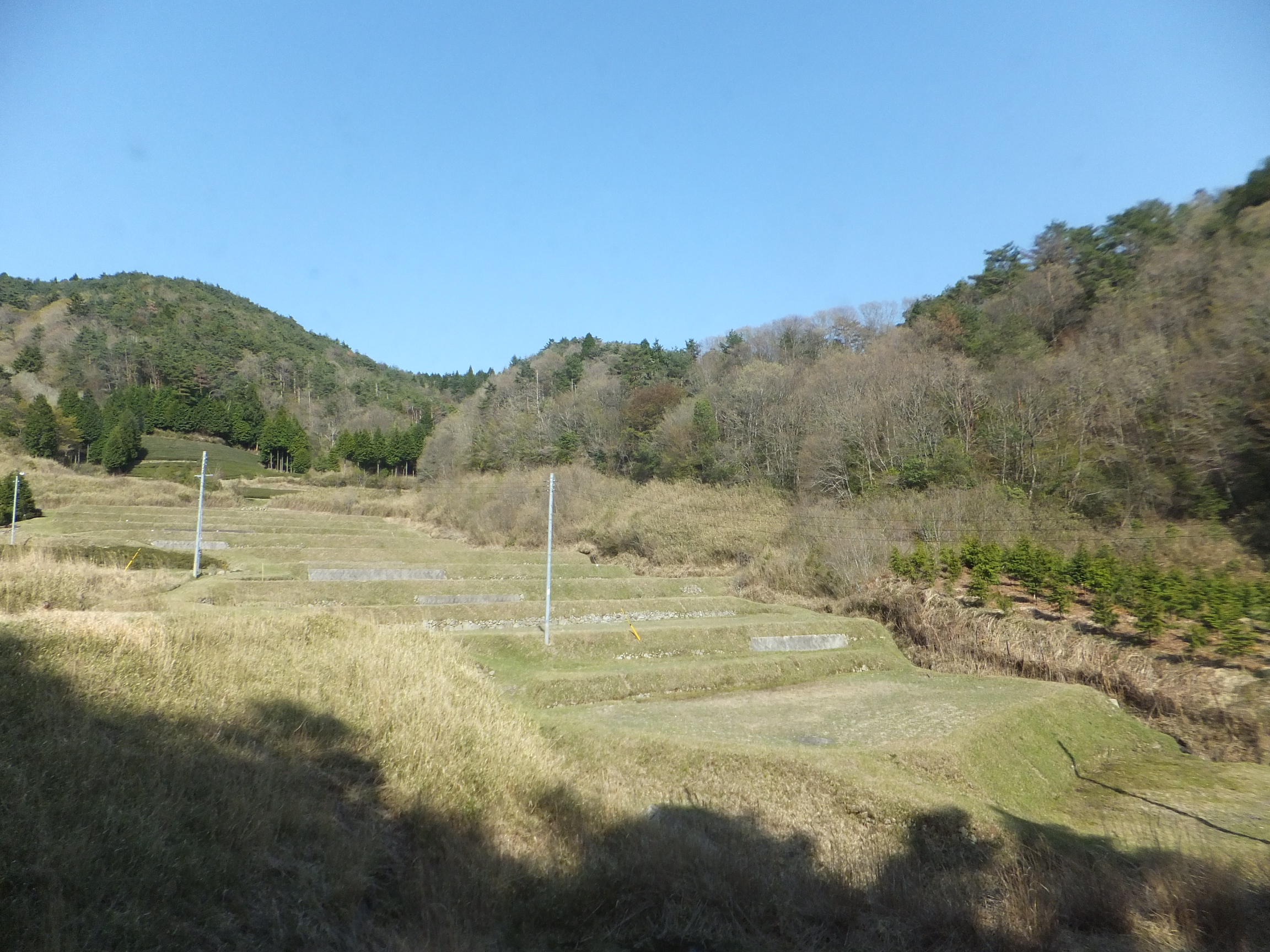
地内の農業地帯

## 歴史

### 地名の由来
古くは「毛子」と呼ばれており、江戸時代あたりから現在の名称で呼ばれるようになった。由来は猫間中納言の奥方とその子の物語「母子草」である。

### 沿革
- 1956年9月30日 - 三田町に編入される。
- 1958年9月1日 - 三田町が市制を施行、三田市となる。

### 字域の変遷
| 実施前               | 実施年        | 実施後               |
| -------------------- | ------------- | -------------------- |
| 有馬郡小野村大字母子 | 1956年9月30日 | 有馬郡三田町大字母子 |
| 有馬郡三田町大字母子 | 1958年9月1日  | 三田市母子           |

## 交通

### バス
- 神姫バス

### 道路

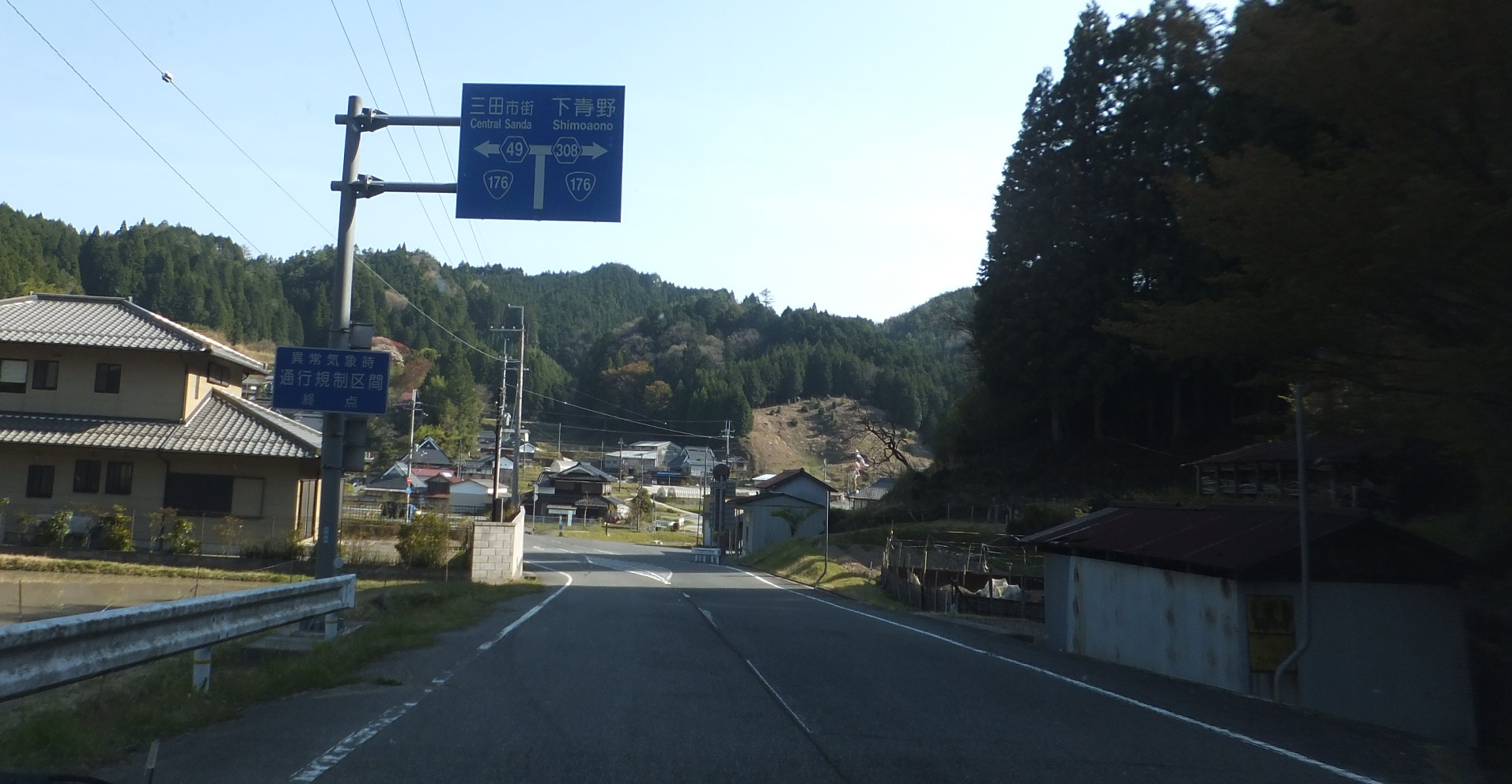
兵庫県道49号三田篠山線
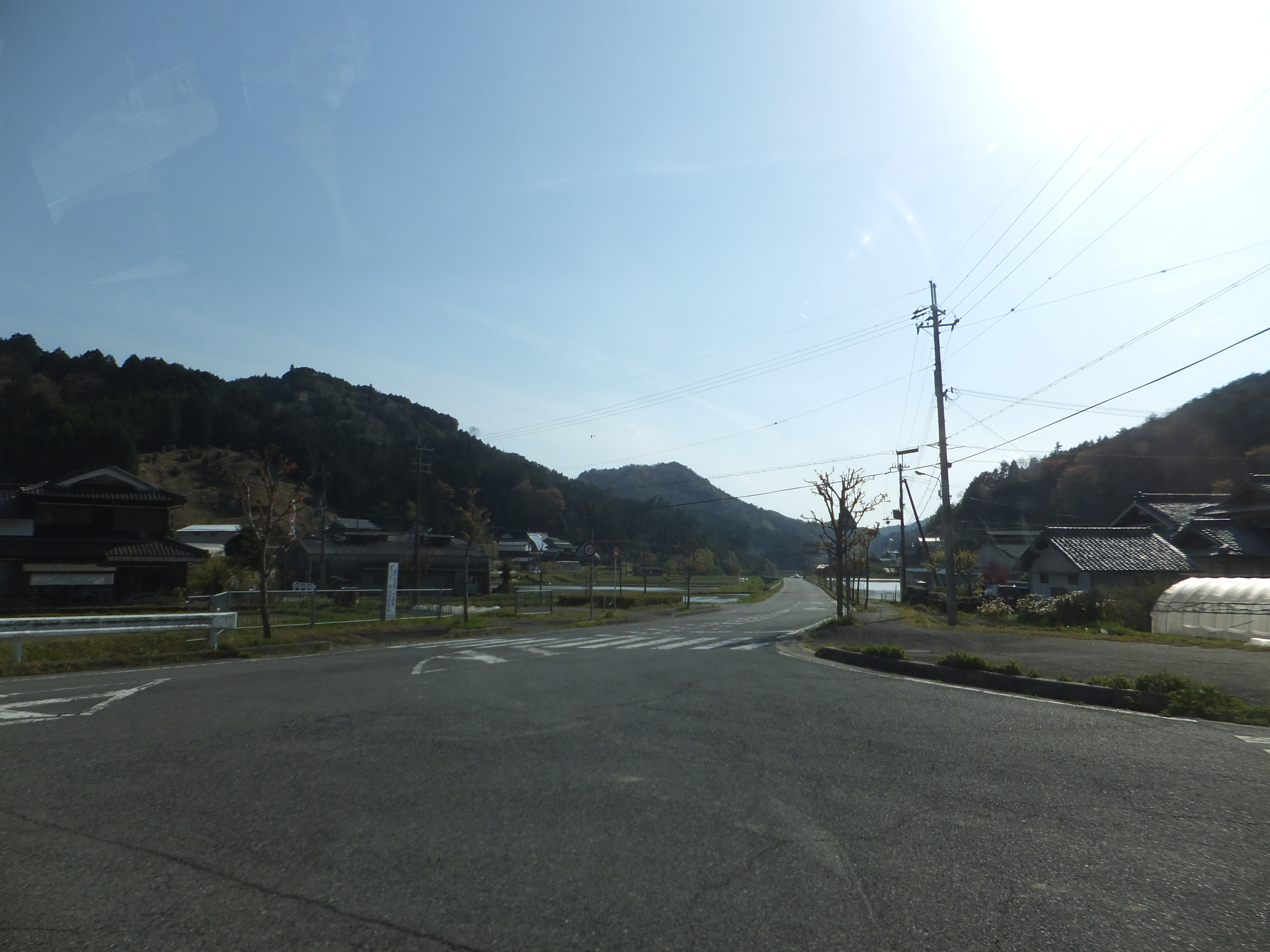
兵庫県道308号曽地中三田線

- 兵庫県道49号三田篠山線
- 兵庫県道308号曽地中三田線

## 施設
- 三田市立母子小学校
- 三田市立母子幼稚園
- 大歳神社
- 母子集会所
- 上母子公会堂
- 母子大池[5][6]
  - 標高400mの場所に当初は広野の丘陵地に水田を拓く為に三田藩で計画されたが失敗したが、大正時代に再度着工され、1933年に公共事業によって完成し、カワセミが生息している。[5] [6]
- 母子浄水場[6]
- 母子浄化センター[6]

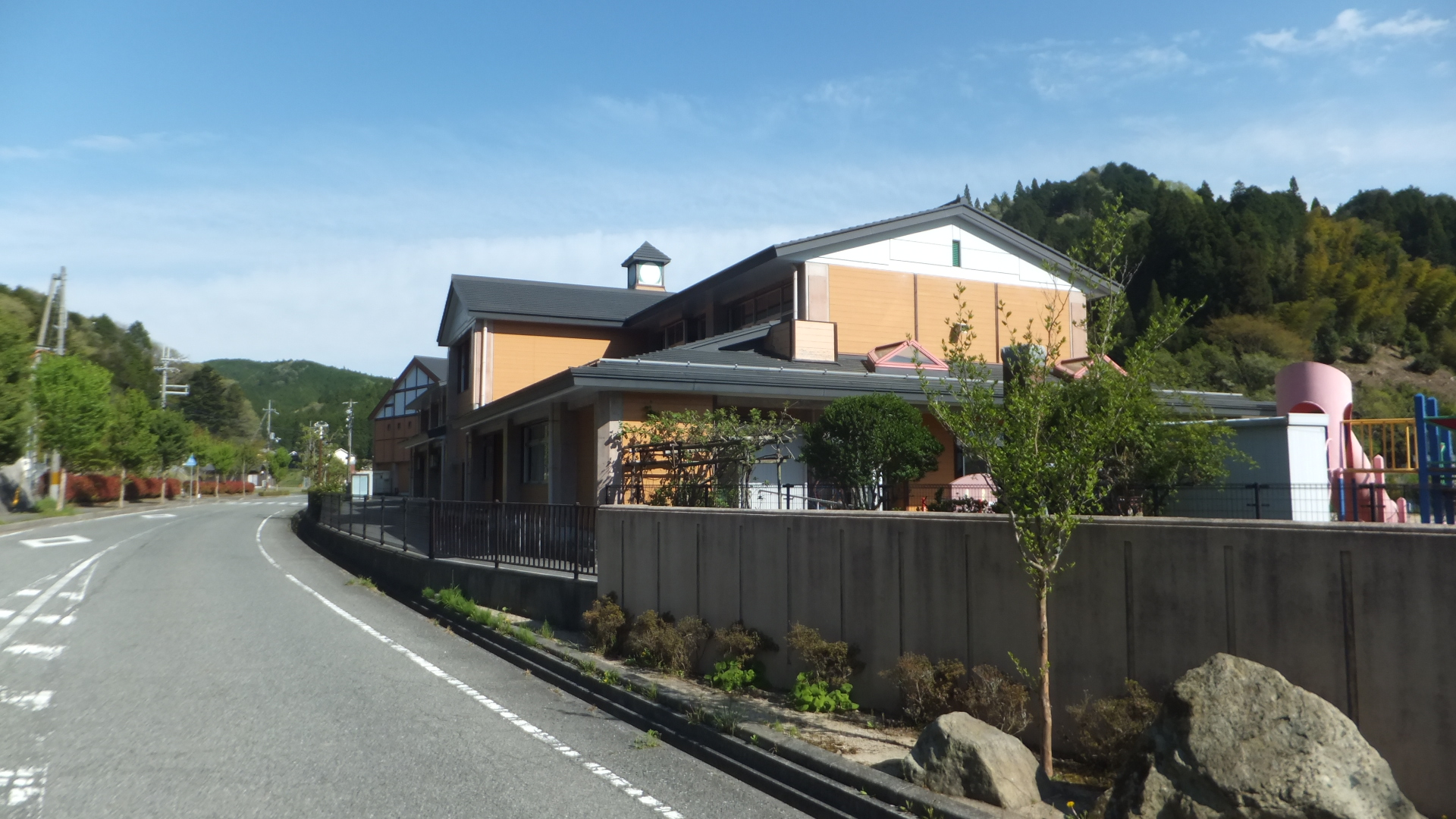
三田市立母子小学校

## 世帯数と人口
2022年（令和4年）2月28日現在の世帯数と人口は以下の通りである。
| 町丁 | 世帯数 | 人口  |
| ---- | ------ | ----- |
| 母子 | 81世帯 | 173人 |

## 小・中学校の学区
市立小・中学校に通う場合、学区は以下の通りとなる。
| 大字 | 番地 | 小学校             | 中学校               |
| ---- | ---- | ------------------ | -------------------- |
| 母子 | 全域 | 三田市立母子小学校 | 三田市立上野台中学校 |